# Rachel Oliver
Rachel Angharad Oliver FIMMM est professeure de science des matériaux à l'Université de Cambridge où elle est membre du Robinson College. Elle travaille sur les techniques de caractérisation des nitrure de gallium pour les diodes électroluminescentes et les diodes laser.

## Études
Oliver poursuit des études d'ingénierie et de science des matériaux à l'Université d'Oxford, une période pendant laqelle elle effectue un stage industriel en métallurgie[Quand ?] . Son projet de maîtrise de dernière année traite des matériaux optoélectroniques. Elle termine son doctorat à l'Université d'Oxford en 2003,  où elle étudie le nitrure de gallium sous la supervision d'Andrew Briggs. Elle a utilisé l'épitaxie en phase vapeur aux organométalliques (MOVPE) pour faire croître des boîtes quantiques. Au cours de son doctorat, elle passe plusieurs mois à travailler dans un laboratoire industriel en Amérique.

## Recherche
Elle rejoint l'Université de Cambridge en 2003 en tant que chercheuse postdoctorale de la Commission royale d'enquête de 1851. En 2006, Oliver reçoit une bourse de recherche universitaire de la Royal Society (URF) à l'Université de Cambridge. Elle étudie la morphologie des diodes électroluminescentes (LED) en nitrure de gallium, identifiant les facteurs responsables de leur efficacité et l'impact des défauts. Elle reçoit une bourse du Conseil de recherche en ingénierie et en sciences physiques (en) (EPSRC) pour étudier les structures à base de nitrure semi-polaire.
Elle est nommée chargée de cours à l'Université de Cambridge en 2011. Oliver étudie les matériaux en nitrure de gallium pour les LED et les diodes laser. Ses recherches portent sur l'ingénierie de structures à l'échelle nanométrique des diodes électroluminescentes et l'impact de ces structures sur les performances des dispositifs macroscopiques. Elle développe la sonde atomique tomographique et la microscopie capacitive à balayage pour étudier les structures de nitrure.
Oliver travaille également sur des boîtes quantiques de nitrure d'indium et de gallium à photon unique pour la cristallographie quantique,. Elle s'intéresse à l'impact des dislocations de filetage sur le facteur de qualité des cavités InGaN. Son groupe développe la première source à photon unique émettant dans le bleu,,. Elle est la première à noter les oscillations de Rabi des points quantiques de GaN,. Elle conçoit une méthode de croissance à quasi deux températures pour modeler les points quantiques de GaN, ce qui augmente de dix fois l'intensité de leur émission.

### Prix et distinctions
En 2019, Oliver est élue Fellow de l'Institut des Matériaux, les Minéraux et l'exploitation Minière (FIMMM),. De 2006 à 2011, elle est lauréate d'une Bourse de recherche universitaire de la Royal Society.